# Antonio Beduzzi

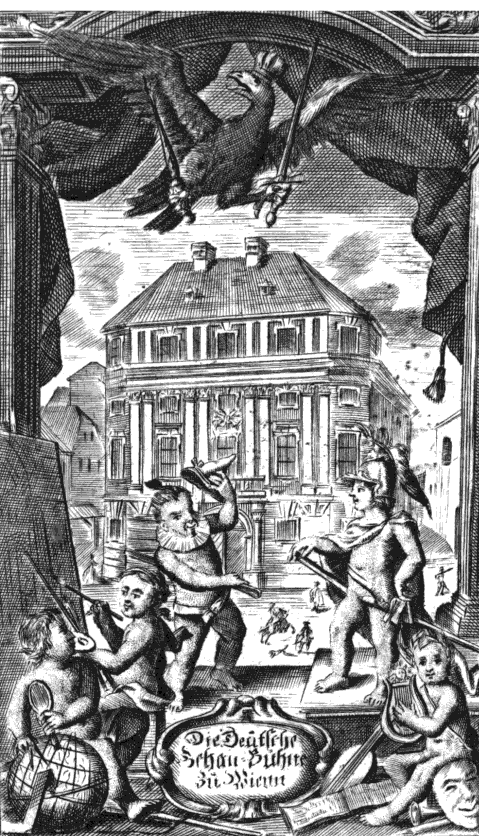
Ansicht des von Antonio Beduzzi erbauten ersten Kärntnertortheaters als Deutsche Schau-Bühne zu Wienn bis ins mittlere 18. Jahrhundert

Antonio Maria Niccolò Beduzzi oder Peduzzi (* 1675 in Bologna; † 4. März 1735 in Wien)  war ein italienischer Theateringenieur, Dekorationsmaler und Architekt.

## Leben
Antonio Beduzzi (Herkunftsort Schignano?) war vor allem in Oberösterreich (Lambach, Linz) und Niederösterreich (Melk, Maria Taferl, Dürnstein) tätig. Die „Castra doloris“, Aufbauten für die Begräbnisfeierlichkeiten der Kaiser Leopold I. (1705) und Joseph I. (1711), stammen von ihm. Er gilt auch als Architekt des Wiener Palais Hatzenberg-Fürstenberg.
Im Jahr 1708 folgte er Lodovico Burnacini als Theateringenieur am Wiener Hof. Er errichtete das Theater am Kärntnertor und war bis 1710 an der Hofoper als Dekorationsmaler tätig. Um 1710 bis 1730 errichtete er das Schloss auf dem Leopoldsberg und erweiterte die Kapelle am Leopoldsberg zu einer Kirche. Die Fresken im Großen Saal des Palais Niederösterreich gelten als sein Hauptwerk.
Weiters ist erwähnenswert, dass er der Schwiegersohn des Wiener Hofkapellmeisters Marc’Antonio Ziani war.

## Anerkennungen
- In Wien-Liesing (23. Bezirk) ist seit 1955 der Beduzziweg nach Antonio Beduzzi benannt.

## Werke

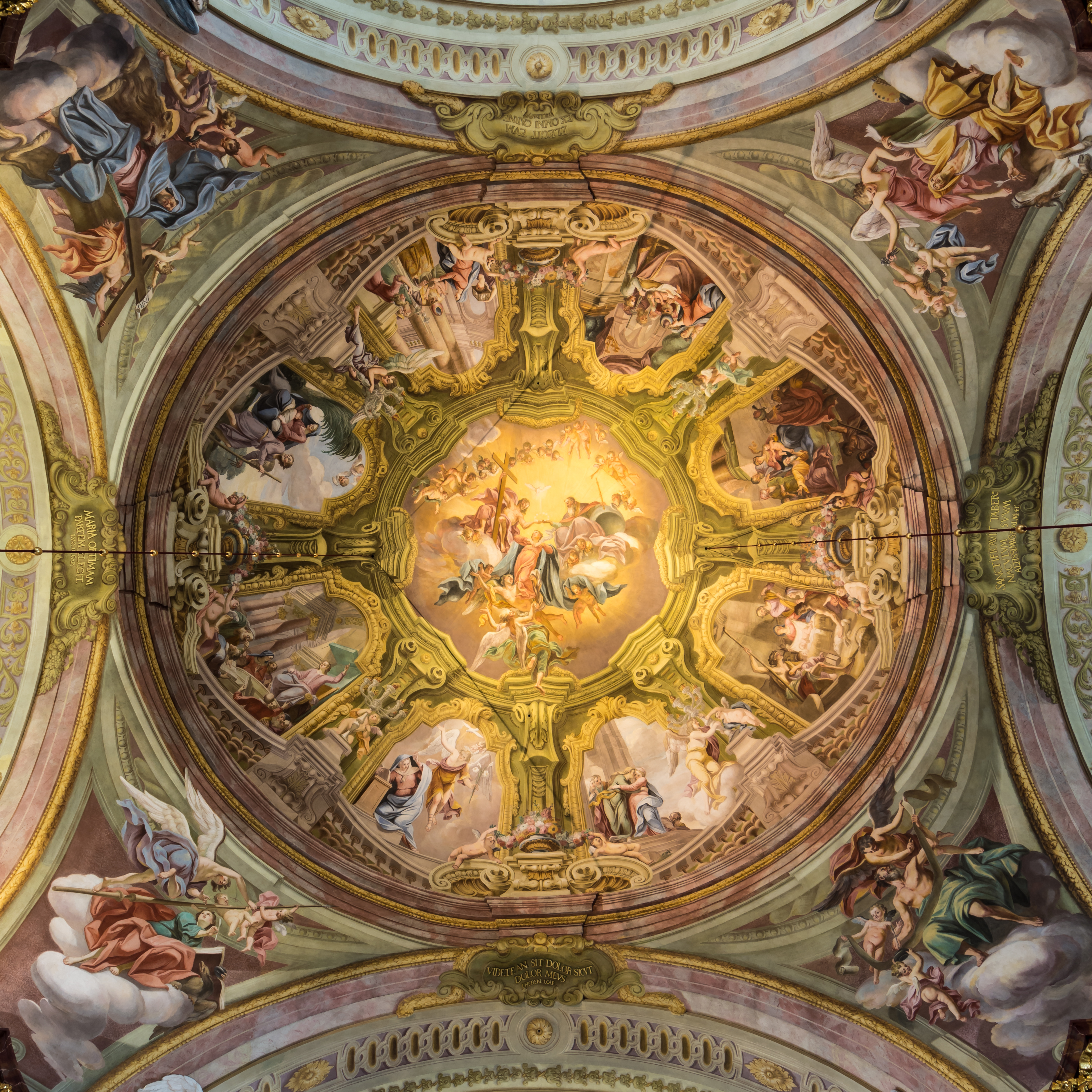
Kuppelfresko in der Wallfahrtskirche Maria Taferl, NÖ

- 1711: Altar für die Kapelle des Schlafzimmers in der Salzburger Residenz.
- 1712–1714: Wiederherstellung der Pfarrkirche Murstetten
- 1713: Erweiterung der Musik-Empore der Wiener Michaelerkirche.
- 1713: Design der Linzer Dreifaltigkeitssäule
- 1713–1718: Gewölbemalerei in der Wallfahrtskirche Maria Taferl.
- 1716–1717: Hochaltar-Gemälde in der Stiftskirche Lambach, der Hochaltar entstand in Anlehnung an den der Basilika von Mariazell, den Johann Bernhard Fischer von Erlach gefertigt hatte (der Künstler des Hochaltars der Stiftskirche Lambach ist unbekannt).
- 1718–1721: Erweiterung der Wallfahrtskirche Maria Bühel im Salzburger Flachgau.
- 1723: Schmerzensaltar der Servitenkirche in Wien.
- Stuckplastiken der Pfarrkirche Wilfersdorf